# Sobarocephala pallidor
Sobarocephala pallidor är en tvåvingeart som beskrevs av Steyskal 1973. Sobarocephala pallidor ingår i släktet Sobarocephala och familjen träflugor. Inga underarter finns listade i Catalogue of Life.